# Edward Coke (7e comte de Leicester)
Pour les articles homonymes, voir Leicester (homonymie).
Edward Douglas Coke, 7e comte de Leicester, titré vicomte Coke entre 1976 et 1994, est un noble anglais, né le 6 mai 1936 en Rhodésie du Sud (aujourd’hui Zimbabwe) et mort le 25 avril 2015 à Holkham Hall (Royaume-Uni). Le comte de Leicester est l'une des figures de proue de Norfolk et joue un rôle clé dans la préservation et la modernisation du domaine Holkham pendant quarante ans.

## Biographie

### Origines
Lord Leicester est le fils d'Anthony Coke, 6e comte de Leicester, et de Moyra Joan Crossley, comtesse de Leicester. Né en 1936 en Rhodésie du Sud (aujourd'hui le Zimbabwe) où son père s'est installé dans sa jeunesse avant d'hériter de son titre, il passe une grande partie de son enfance dans une ferme isolée en Afrique du Sud. Son grand-père, un fils cadet de Thomas Coke, 3e comte de Leicester, est tué à Gallipoli, au cours de la première guerre mondiale.

### Gestion du domaine Holkham

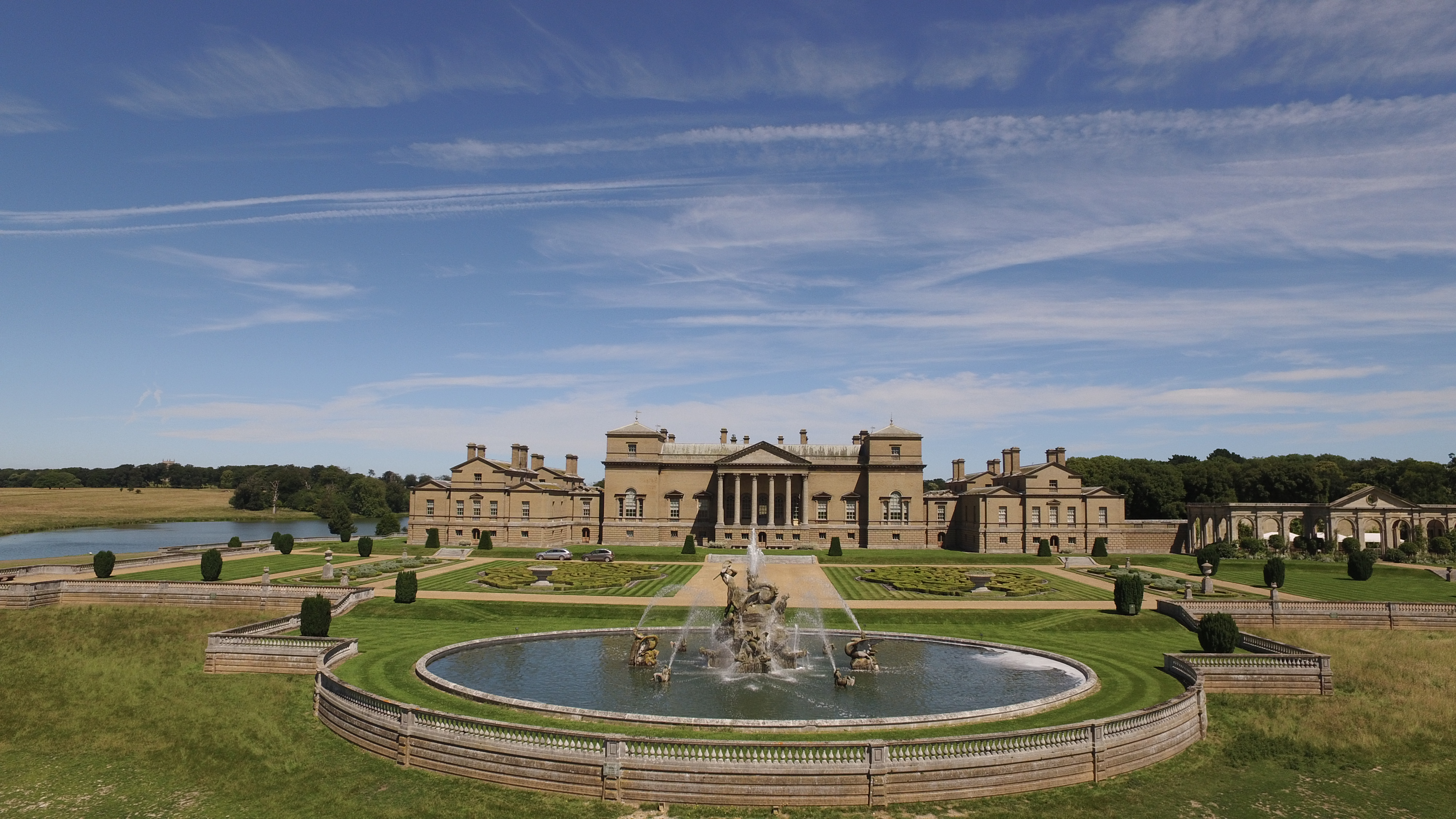
Holkham Hall, Norfolk.

Dans les années 1960, il est clair que le père d'Edward Coke, Anthony Coke, est le prochain propriétaire du domaine Holkham et qu'il en sera lui-même le prochain héritier. En 1961, à l'âge de 25 ans, Coke rejoint l’Angleterre et s'installe dans la région de Holkham pour se lancer dans l'agriculture et se familiariser avec la gestion du domaine.
Au début de l’année 1973, il reprend cette gestion, qui a sérieusement besoin d'être améliorée. Sur les trois cents maisons du domaine, une trentaine seulement ont des salles de bains, le château est encore chauffée par des feux à ciel ouvert et, comme il l'a dit plus tard, la ferme du parc est peut-être la seule ferme déficitaire du pays. C'est le début d'un projet de toute une vie visant à moderniser les méthodes agricoles, les bâtiments du domaine et le château, afin d'assurer un héritage viable pour les générations qui vont suivre.
En 1976, à la suite de la mort de Thomas Coke, 5e comte de Leicester, et de la décision de son père Anthony Coke, le 6e comte de Leicester, de rester en Afrique du Sud, il assume l'entière responsabilité, en tant que vicomte Coke, de la gestion du domaine Holkham. À la mort de son père en 1994, il devient 7e comte de Leicester et propriétaire du domaine.
Le comte est passionné par la vaste collection d'art du château et est un fervent mécène des arts, prêtant de nombreuses peintures à des galeries et des expositions à la fois nationales et internationales. Passionné par l'histoire de la famille Coke et par tous les aspects du château, il entreprend la tâche majeure, qui dure dix ans, de restaurer le style original des fenêtres détruites par l'insertion de grandes vitres au XIXe siècle, et restaure dans la mesure du possible l'accrochage d'origine des tableaux.
En 1996, pour sa gestion du domaine, il remporte le prix Laurent-Perrier pour la conservation, récompensant spécifiquement les travaux de conservation exceptionnels réalisés pour assurer la pérennité de la population de perdrix grises.

### Mariage et enfants
Leicester épouse Valeria Phyllis Potter, fille de Leonard A. Potter, le 28 avril 1962. Ils ont trois enfants :
- Thomas Coke, 8e comte de Leicester (né le 6 juillet 1965) ; il épouse Polly Whately le 21 décembre 1996 et ont ensuite quatre enfants ;
- Lady Laura Jane Elizabeth Coke (née le 14 mars 1968) ; elle épouse Jonathan Paul en 1993 ; ils ont ensuite deux fils et une fille :
  - Barnabé Edward Oliver Paul (né le 3 mai 1999),
  - Molly May Paul (née le 14 juillet 2002),
  - Fergus Arthur Paul (né le 9 janvier 2005) ;
- Rupert Henry John Coke (né en 1975).

Leicester et Valeria Phyllis Potter divorcent en 1985. Leicester se remarie à Sarah Forde, fille de Noel Henry Boys Forde, en 1986. La comtesse est haut shérif de Norfolk pour 2013-2014.

### Fonctions et mandats
Parallèlement à la supervision de la gestion du domaine, le comte de Leicester joue un rôle actif dans la vie publique. Il est chef du conseil d'arrondissement de King's Lynn & West Norfolk (1980-1985), président du comité de planification du conseil (1987-1991), commissaire au patrimoine anglais, administrateur du North Norfolk Historic Building Trust, administrateur fondateur et président du De Montfort University Global Education Trust, administrateur du Royal Anglian Regiment, président de la Country Landowners Association, lieutenant adjoint de Norfolk, président de l'Ancient Monuments Society et président de Wells RNLI. Il est président de la Historic Houses Association (HHA) de 1998 à 2003 ; en cette qualité, il est nommé CBE pour les services au patrimoine. Il continue son travail avec le HHA en tant que bienfaiteur.
Le comte est un passionné de sports en extérieur et veille à la réputation de Holkham en tant que berceau du tir à l'arc. Par ailleurs, au fil des ans, il organise les championnats de chien de chasse et d'épagneul du Kennel Club sur le domaine de Holkham. En 1978, il organise une foire de campagne dans le parc pour célébrer le 200e anniversaire de la tonte des moutons organisée par son ancêtre, le célèbre fermier, « Coke of Norfolk ».

### Retraite et mort
En octobre 2005, Lord Leicester se retire de la gestion active du domaine et en cède le contrôle à son fils, Tom, le vicomte Coke (qui est depuis 2015 le 8e comte). Il déménage dans une autre propriété du domaine en 2006, mais continue à s'intéresser de près à l'amélioration continue de celui-ci.
Lord Leicester meurt aux premières heures du 25 avril 2015.